# Campionat dels EUA de trial femení
El Campionat dels EUA de trial femení, regulat per la NATC (North American Trials Council) i l'AMA (American Motorcyclist Association), és la màxima competició de trial en categoria femenina que es disputa als EUA.

## Llista de guanyadores
A 10 de desembre de 2024
| Temporada | Campiona         | Motocicleta |
| --------- | ---------------- | ----------- |
| 1998      | Laura Bussing    | ?           |
| 1999      | Christy Williams | Montesa     |
| 2000      | Christy Williams | Montesa     |
| 2001      | Christy Williams | Montesa     |
| 2002      | Kerry Williams   | Gas Gas     |
| 2003      | Christy Williams | Gas Gas     |
| 2004      | Christy Williams | Gas Gas     |
| 2005      | Christy Williams | Gas Gas     |
| 2006      | Louise Forsley   | Sherco      |
| 2007      | Christy Williams | Montesa     |
| 2008      | Christy Williams | Montesa     |
| 2009      | Sarah Duke       | Gas Gas     |
| 2010      | Christy Williams | Montesa     |
| 2011      | Louise Forsley   | Sherco      |
| 2012      | Louise Forsley   | Sherco      |
| 2013      | Caroline Allen   | Gas Gas     |
| 2014      | Rachel Hassler   | Gas Gas     |
| 2015      | Rachel Hassler   | Gas Gas     |
| 2016      | Christy Williams | Montesa     |
| 2017      | Madeleine Hoover | Gas Gas     |
| 2018      | Madeleine Hoover | Gas Gas     |
| 2019      | Madeleine Hoover | Gas Gas     |
| 2020      | No disputat      | No disputat |
| 2021      | Madeleine Hoover | Gas Gas     |
| 2022      | Madeleine Hoover | Gas Gas     |
| 2023      | Madeleine Hoover | Gas Gas     |
| 2024      | Madeleine Hoover | Gas Gas     |

## Estadístiques

### Campiones amb més de 3 títols
A 10 de desembre de 2024
| Pilot            | Títols |
| ---------------- | ------ |
| Christy Williams | 10     |
| Madeleine Hoover | 7      |